# Piquepoul blanc
Le piquepoul blanc est un cépage français de raisin blanc.

## Origine et répartition géographique
Il provient des vignobles languedociens et provençaux et c'est une variété blanche du piquepoul noir.
Il est classé recommandé dans les vignobles du Languedoc et de Provence. Il fait partie de l'encépagement des appellations côtes-du-rhône, châteauneuf-du-pape et languedoc. En 2004, il couvrait 976 ha, contre 903 hectares en 1958.
Avant 1939, la culture de ce cépage était importante en raison de son utilisation dans le vermouth.
De petites plantations sont connues en Espagne et au Portugal.
Sont aussi connues les variétés piquepoul noir et piquepoul gris.

## Caractères ampélographiques

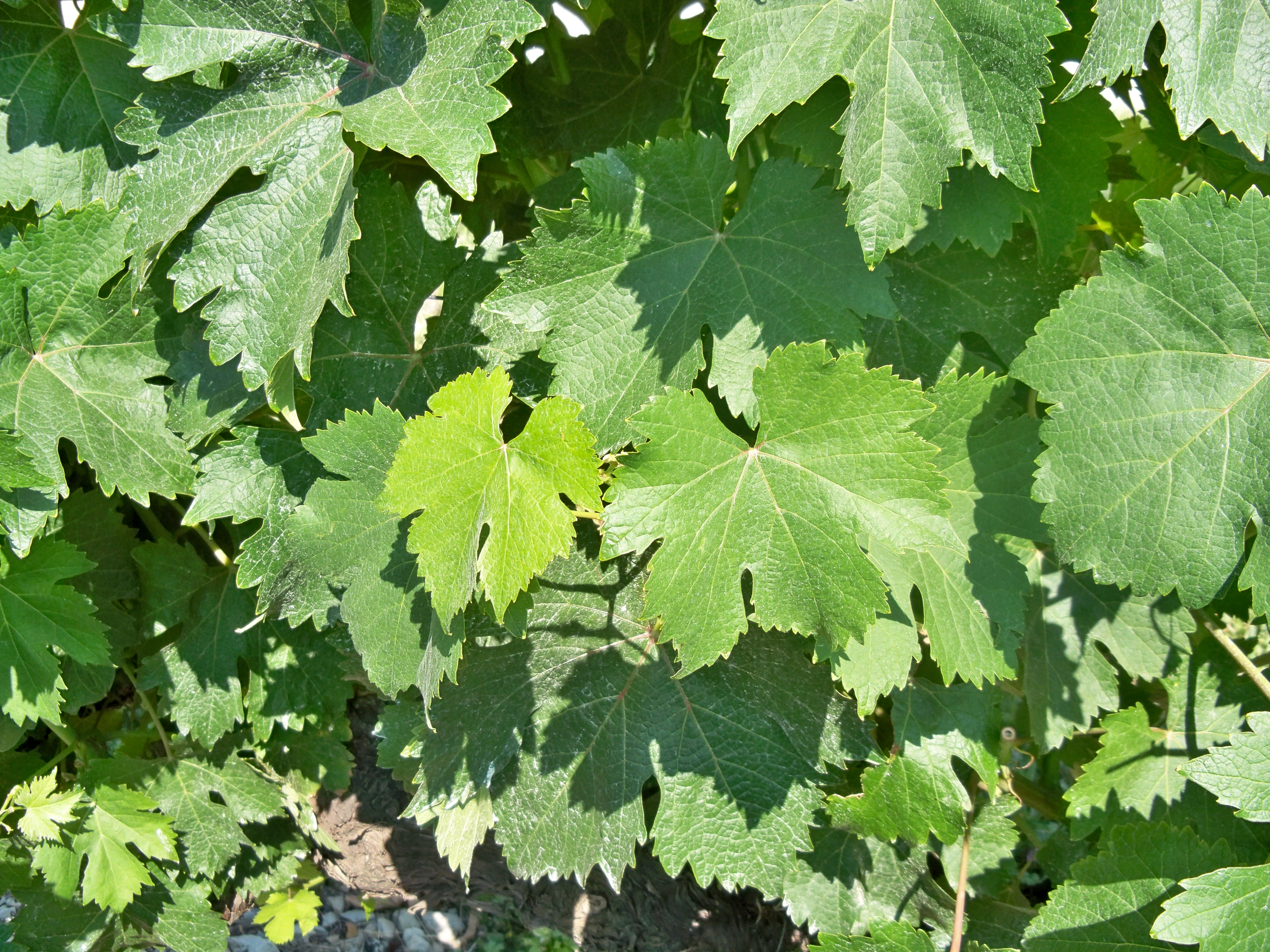
Feuilles de piquepoul.

- Extrémité du jeune rameau épanoui, cotonneux blanc à liseré carminé.
- Jeunes feuilles duveteuses, bronzées.
- Feuilles adultes, orbiculiares à cinq lobes avec des sinus latéraux à fonds aigus, un sinus pétiolaire en lyre et faiblement ouvert, des dents ogivales et étroites, un limbe légèrement aranéeux ou aranéeux-pubescent en dessous.

## Aptitudes culturales
Ce cépage débourre quelques jours après le chasselas et sa maturité est de troisième époque: trente jours après le chasselas.
C'est un cépage de bonne vigueur, mais peu productif. Pour obtenir une récolte satisfaisante, on le taille en gobelet à taille courte.

## Potentiel technologique
Les grappes sont de taille moyennes et les baies sont moyennes. Ce cépage est sensible à l'oïdium, à la pourriture grise et à l'érinose.
Il donne un vin blanc sec, neutre et de qualité. Sur le terroir particulier de Pinet, il donne un vin frais et fruité. Il y bénéficie de l'appellation Picpoul de Pinet.

## Synonymes
Le piquepoul blanc est connu aussi sous le nom de picapoll blanc.